# 5139 Rumoi
5139 Rumoi este un asteroid din centura principală de asteroizi.

## Descriere
5139 Rumoi este un asteroid din centura principală de asteroizi. A fost descoperit pe 13 noiembrie 1990 la Kagoshima de Masaru Mukai și Masanori Takeishi. Asteroidul prezintă o orbită caracterizată de o semiaxă mare de 2,85 ua, o excentricitate de 0,03 și o înclinație de 2,8° în raport cu ecliptica.